# Dark Messiah of Might and Magic
Dark Messiah of Might and Magic és un videojoc d'acció en primera persona i rol de fantasia per a ordinador personal i Xbox 360 desenvolupat per Arkane amb el motor de jocs Source.
Inicialment anava a ser la continuació del videojoc del mateix estudi, Arx Fatalis.
L'argument del joc tracta sobre un jove mag que s'enfronta a les forces del mal.